# Rhiannon (Mythologie)
Rhiannon ([ŗi'annon] kymrisch) ist eine Gottheit, möglicherweise eine Pferdegöttin in der keltischen Mythologie von Wales. Ihre Geschichte wird im ersten und dritten Zweig des Mabinogion, einer walisischen Sammlung von mittelalterlichen Erzählungen, wiedergegeben. Dort tritt sie als Mensch mit außergewöhnlichen Fähigkeiten auf.

## Etymologie und Mythologie
Eine Verbindung des Namens Rhiannon zur keltischen Göttin *Rīgatonā (etwa „große Königin“) wird angenommen. Wegen der häufig bei Götternamen vorkommenden Endung -onos/-onā ist zu vermuten, es habe sich bei Rīgatonā/Rhiannon ursprünglich um eine Gestalt aus dem keltischen Mythos gehandelt. Nach William John Gruffydd (Rhiannon, Cardiff 1953) wird Rhiannon zurückgeführt auf die gallische Göttin Epona.
Im ersten Teil, "Pwyll, Prinz von Dyfed", heiratet sie Pwyll, einen sterblichen Prinzen. Aus dieser Verbindung entspringt Pryderi, der in allen vier Erzählungen auftritt, aber keine Hauptrolle spielt. Im dritten Teil, "Manawydan, Sohn des Llŷr ", ist sie die Gattin des Meergottes Manawydan (dessen Verbindung zum Meer allerdings nur auf etymologischen Schlussfolgerungen beruht).

## Erste Ehe

### Rhiannon und Pwyll
In Pwyll Pendefig Dyfed („Pwyll, Fürst von Dyfed“) war Rhiannon einem älteren Mann namens Gwawl zu Ehe versprochen, doch fand sie ihn so abstoßend, dass sie sich gegen den Willen ihre Familie den sterblichen Prinzen Pwyll als ihren zukünftigen Ehemann erwählte. 
Sie erschien ihm eines Nachmittags nahe seinem Schloss auf einem Hügel, dem nachgesagt wurde, er sei der Eingang zur Unterwelt. Der Prinz verfiel der schönen, jungen Göttin sofort, die auf ihrem weißen Pferd an ihm vorbeigaloppierte. Pwyll sandte einen Diener los, um sie einzuholen, doch der Diener kehrte unverrichteter Dinge wieder zurück, denn der Abstand zwischen Rhiannon und dem immer schneller werdenden Reiter wurde nicht geringer, obwohl Rhiannon gleichermaßen gemütlich weiterritt. 
Er gelangte auf freies Feld und gab dem Pferd die Sporen. Doch je mehr er das Pferd antrieb, desto weiter entfernte sie sich von ihm. Dabei hatte sie dieselbe Geschwindigkeit, die sie zum Anfang gehabt hatte.
Der Prinz kehrte am nächsten Tag wieder zu dem Hügel zurück, wo die Göttin wiederum erschien. Diesmal verfolgte Pwyll sie selbst, doch auch er konnte sie nicht einholen. Höflich bat er sie (wie der ganze erste Zweig auf höfisch korrekte Umgangsformen verweist), zu warten. Sie stoppte und erklärte ihm dann, dass sie gekommen sei, um ihn zu heiraten, doch müssten sie noch ein Jahr warten. Nach dieser Erklärung verschwand sie. 
Ein Jahr später erschien sie wieder am Hügel, wo sie von Pwyll empfangen wurde. Sie führte ihn zum Palast ihres Vaters Hefaidd Hen, wo sie verheiratet wurden. Während der Hochzeitsfestlichkeiten machte der Mann, dem sie vorher versprochen war, Ärger, doch Rhiannon verwandelte ihn in einen Dachs, den sie in einem Sack fing und in einen See warf. 
Am nächsten Tag kehrte Pwyll mit Rhiannon als seine Prinzessin nach Wales zurück, womit ihr der Weg ins Elfenreich für immer verstellt wurde. Sie wurde vom Volk freundlich empfangen, doch nachdem zwei Jahre vergangen waren, ohne dass sie einem Thronerben das Leben geschenkt hatte, wurde die Frage ihrer Herkunft wieder aufgegriffen.

### Pryderi

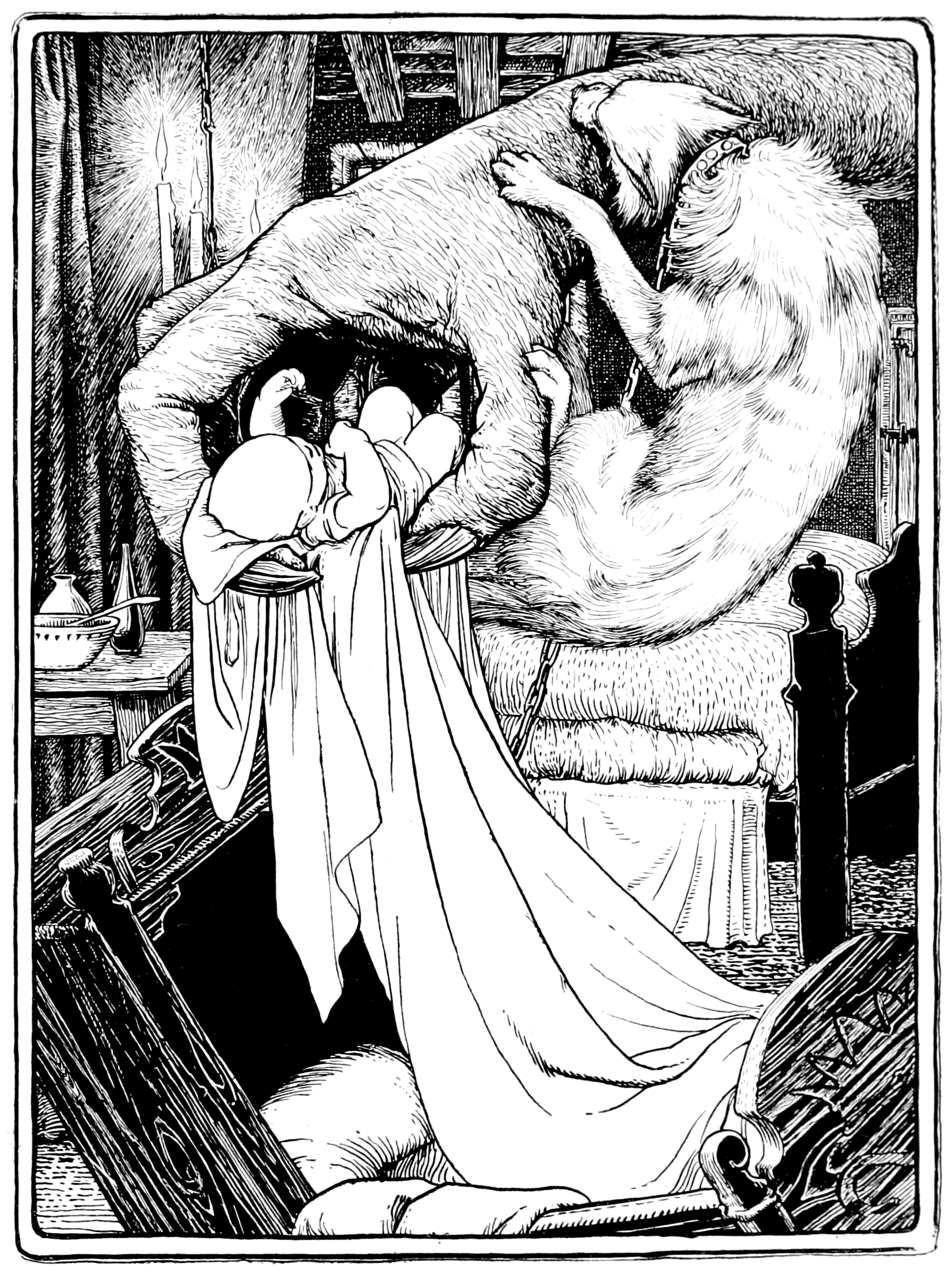
Pryderis Entführung, Illustration von John D. Batten, 1895

Im dritten Jahr ihrer Ehe jedoch gebar sie einen gesunden Sohn, der aber kurz nach seiner Geburt auf geheimnisvolle Weise verschwand. Die Dienerinnen, die befürchteten, für ihre Unachtsamkeit bestraft zu werden, schlachteten einen Welpen, beschmierten Rhiannon mit seinem Blut, verteilten seine Knochen um ihr Bett und erklärten daraufhin, Rhiannon habe ihr eigenes Kind gefressen. Obwohl Rhiannon auf ihrer Unschuld beharrte, wurde sie dazu verurteilt, die nächsten sieben Jahre am Schlosstor zu sitzen, jedem Vorbeikommendem ihre Geschichte zu erzählen und ihm anzubieten, ihn auf ihrem Rücken ins Schloss zu tragen. Sie ertrug die Demütigungen würdig und ohne sich je zu beschweren. In den vorbeikommenden Reisenden begann der Respekt für Rhiannon zu wachsen, und sie begannen, ehrfürchtig über die ungerechte Bestrafung zu reden, die sie so klaglos hinnahm.
Hin und wieder ließ sich jemand tragen, und so verbrachte sie einen Teil des Jahres.
Im Herbst des vierten Jahres erschienen ein Adeliger, seine Frau und ein Junge am Schlosstor. Rhiannon begrüßte sie und bot an, sie zum Schloss zu tragen, doch zu ihrer Überraschung setzte der Mann sie auf sein Pferd, und der Junge reichte ihr ein Stück eines Babytuches, das sie selbst einst gewoben hatte. Vier Jahre zuvor hatte der Adelige während eines Sturms einen Säugling auf dem Feld gefunden, den er zusammen mit seiner Frau aufzog. Als sie die Gerüchte über das Schicksal Rhiannons erreichten, begriff er, was passiert sein musste, und beschloss, das Kind seinen Eltern zurückzubringen. Als Pwyll seinen Sohn erkannte, war Rhiannons Ehre wiederhergestellt, und da sie sah, dass sich Pwyll und seine Leute schämten, vergab sie ihnen. Das Kind wurde von ihr zur Erinnerung an ihr Leid Pryderi („Ärger, Kümmernis“) genannt.
Eine andere Legende besagt, dass der König Teyrnon seinen Stall beobachtete, in dem gerade ein Fohlen geboren wurde, als plötzlich ein seltsames Geschöpf auftauchte, das das Fohlen stehlen wollte. Der König schlug ihm den Arm ab und fand kurz darauf vor dem Stall einen Säugling, den er mit seiner Frau adoptierte. Dieser wuchs innerhalb von sieben Jahren zum Erwachsenen heran. Erst dann brachte der König ihn seinen Eltern zurück.

## Zweite Ehe

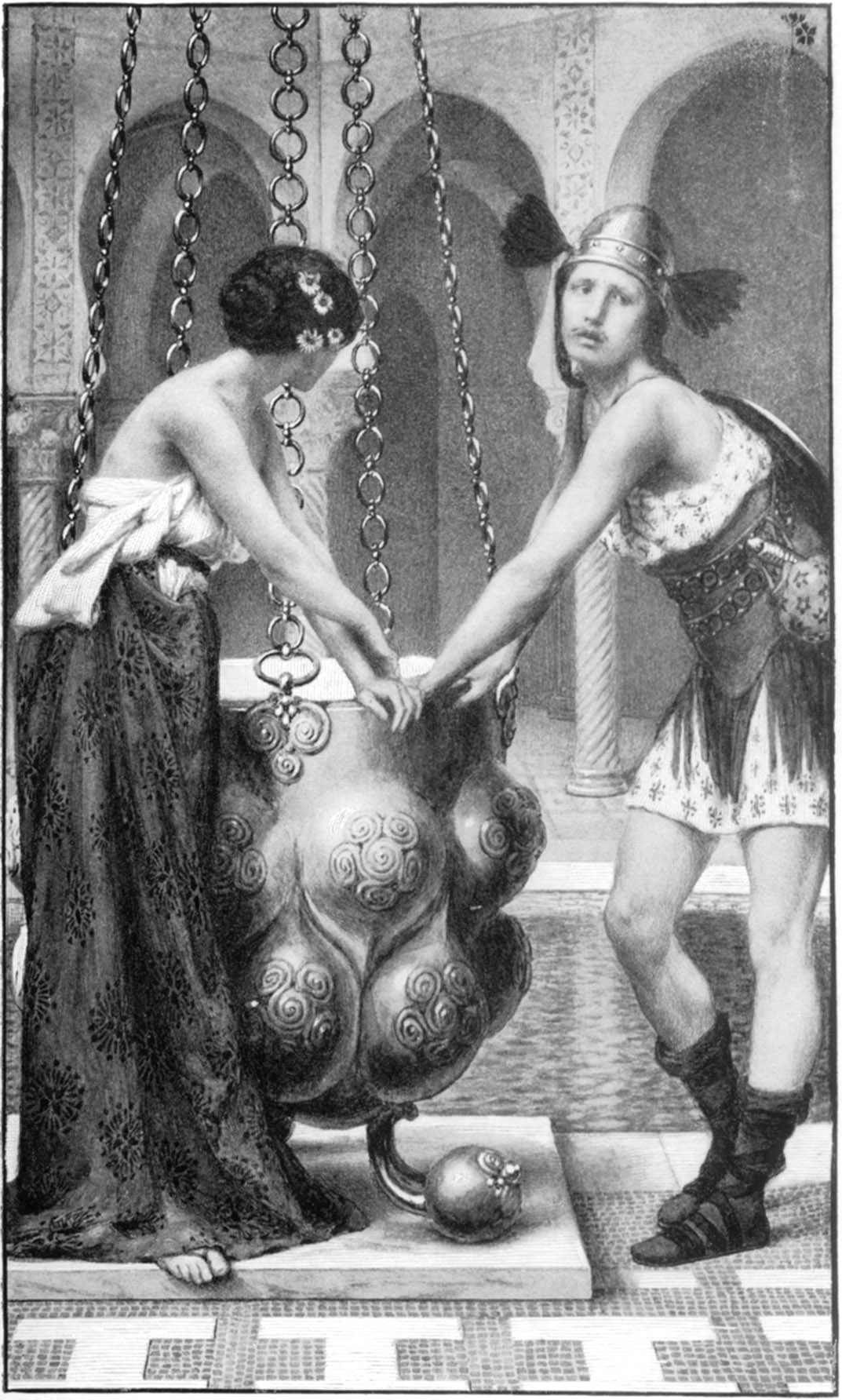
Rhiannon und Pryderi an der Goldschüssel, Illustration von Albert Herter, 1898

Rhiannon taucht nach dem Tod ihres sterblichen Ehemannes Pwyll im dritten Zweig des Mabinogion Manawydan fab Llŷr („Manawydan, der Sohn Llŷrs“) auf, in dem sie mit Manawydan verheiratet ist. 
Ihr Sohn Pryderi heiratete Cigfa und wurde nach dem Tod seines Vaters König von Dyfed, wohin auch Rhiannon mit ihrem neuen Gefährten zog. Eines Tages verwandelte sich das Königreich in eine menschenleere Einöde, und schließlich waren Rhiannon und ihre Gefährten als einzige Einwohner gezwungen, nach Britannien zu reisen und dort Arbeit zu suchen. Ihr handwerkliches Geschick war allerdings so groß, dass sie den Unmut der ansässigen Handwerker auf sich zogen und schließlich wieder nach Wales zurückkehren mussten.
Als Manawydan und Pryderi dort auf der Jagd waren, verfolgten sie einen weißen Eber, der sie zu einem gläsernen Schloss mit einer goldenen Schüssel darin führte. Pryderi berührte die Schale, hing fest und Rhiannon, die ihn befreien wollte, erlitt das gleiche Schicksal. 
Sie kam herein, und sobald sie hereinkam, entdeckte sie Pryderi, wie er die Schale berührte, und kam zu ihm. „O weh, mein Herr,“ sprach sie. „Was machst du denn hier?“ Und sie fasste ebenso wie er die Schale an. Und sobald sie sie anfasste, hafteten ihre beiden Hände an der Schale und ihre beiden Füße an der Platte, so dass sie kein Wort herausbringen konnte. Und danach, als es Abend wurde, siehe, da erhob sich ein Getöse über ihnen, und ein Nebel senkte sich herab, und damit verschwand das Schloss und sie mit ihm.
Manawydan und seine Schwiegertochter zogen wieder nach Britannien, weil sie allein nicht im kargen Land überleben konnten. Als es wieder zu Auseinandersetzungen mit den Handwerkern kam, beschlossen sie zu versuchen, in Wales Weizen anzubauen. Dieser wurde jedoch von Mäusen gefressen, und erst in der dritten Nacht gelang es Manawydan, eine Maus zu fangen. Wie sich herausstellte, hatte Llwyd ap Cil Coed, ein Freund von Gwawl, Rhiannons verschmähtem Verlobten, das Land und auch Pryderi und seine Mutter verzaubert. Da die gefangene Maus seine Ehefrau war, konnte Manawydan ihn mit einigem Geschick dazu bringen, den Fluch aufzuheben.